# Dodanga
Dodanga és un gènere d'arnes de la família Crambidae.

## Taxonomia
- Dodanga cristata Hampson, 1891
- Dodanga lobipennis Moore, 1884-87